# 合肥侯
合肥侯劉氏，东汉宗室，原名及世系失考。
汉灵帝中平元年（184年）六月，冀州刺史王芬听信术士襄楷所言“天文不利宦者，黄门、常侍真族灭矣”，与南阳许攸、沛国周旌合谋，借口围剿黑山贼向灵帝请求增兵，实则意欲趁灵帝回河间省亲之际发动政变，先诛杀黄门、中常侍，再废掉灵帝，改立合肥侯为帝。他们还试图说服议郎曹操、平原高唐吏华歆及华歆同郡名士陶丘洪也参加，但曹操拒绝了，认为：“废立是不祥之事，只有伊尹、霍光能成功，现在你们结党的势力，和西汉七国之乱相比如何？合肥侯的尊贵，和吴王、楚王相比如何？这不危险吗？”陶丘洪本欲参加，但华歆也称废立是伊尹、霍光才能做的难事，以王芬的性格，此事必然无成，而招致灭族之祸，劝止了陶丘洪。后因北方有赤气贯天，太史对汉灵帝说这是阴谋之兆，灵帝没有成行，下令王芬罢兵并征其入朝，王芬畏惧自杀，此事果然失败。史书并未记载合肥侯是否因此事受到惩罚，也再无合肥侯的记载。而原本自以为比华歆明白的陶丘洪也因此对华歆服气。